# حفصية حرزي
حفصية حرزي (بالفرنسية: Hafsia Herzi)‏ (من موليد 25 يناير 1987 بمانوسك، فرنسا) هي ممثلة ومخرجة فرنسية. أدت أدوار البطولة في مجموعة من الأفلام منها : كسكسي بالبوري وفجر العالم. حصلت بدورها في فيلم كسكسي بالبوري على جائزة مارشيلو ماسترياني في مهرجان البندقية السينمائي وجائزة سيزار لأحسن ممثلة شابة من طرف أكاديمية الفنون والسينما الفرنسية في باريس (فرنسا) عام 2008.

## حياة سابقة
حفصية هي ممثلة فرنسية من أصل جزائري من ناحية الأب، وتونسية من ناحية الأم. توفي والدها وهي تبلغ من العمر سنة ونصف وهي الابنة الوسطى في أسرة صغيرة تتكون من 4 أطفال (أخوان وأخت وحيدة). بعد طلاق والديها، اتجه والدها مباشرة نحو الجزائر حيث تزوج للمرة الثانية هناك، في حين قررت والدتها المكوث في مارسيليا.
كانت حفصية قد تسجلت في الجامعة من أجل دراسة الحقوق، لكنها لم تحصل أبدا على الفرصة لإكمال دراستها.

## المسيرة المهنية
في سن الثانية عشر حصلت حفصية على دور ثانوي في فيلم ملاحظات حول الضحك (بالفرنسية: Notes sur le rire)‏ رفقة توماس جوانيت، وقد تكلفت قناة فرنسا 3 بنقله على شاشتها. بعد مجموعة من الأدوار الثانوية والصغيرة في العديد من الأفلام، لم تنجح في وضع بصمتها على الرغم من مشاركتها في مسلسل الحياة أفضل. هذا وقد غادرت حرزي منزل أسرتها لتبحث عن مستقبلها، حيث تعيش حاليا وحدها في باريس.

## أعمالها

### الإخراج
| السنة | الفيلم          | ملاحظات       |
| ----- | --------------- | ------------- |
| 2019  | أنت تستحق حبيبًا | ممثلة أيضًا    |
| 2021  | الأم الصالحة    |               |
| 2022  | المحكمة         | فيلم تلفزيوني |
| 2025  | الأخت الصغيرة   |               |

### في السينما

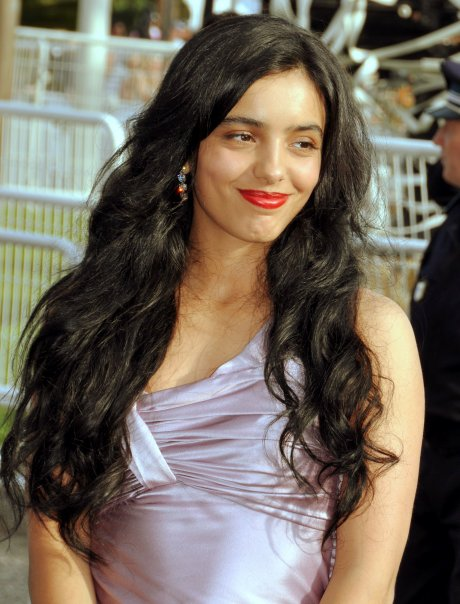
حفصية حرزي في مهرجان كان السينمائي سنة 2009

| عنوان الفيلم                    | العنوان الأصلي                              | تاريخ الصدور | المخرج                           | الدور                 |
| ------------------------------- | ------------------------------------------- | ------------ | -------------------------------- | --------------------- |
| كسكسي بالبوري                   | La Graine et le Mulet                       | 2007         | عبد اللطيف كشيش                  | ريم                   |
| فرنسية                          | Française                                   | 2008         | سعاد البوهاتي                    | صوفيا                 |
| الرجل وكلبه                     | Un homme et son chien                       | 2009         | فرانسيس هوستر                    | ليلى                  |
| فجر العالم                      | L'Aube du monde                             | 2009         | عباس فاضل                        | زهرة                  |
| الدواحة                         | Les Secrets                                 | 2009         | رجاء عماري                       | عائشة                 |
| الحياة الأخرى                   | L'autre vie                                 | 2009         | فريديريك زاموشنيكوف              |                       |
| مونولوغ                         | Les monologues                              | 2009         | آي هايدارا                       | الفتاة                |
| جوزيف والفتاة                   | Joseph et la Fille                          | 2010         | كزافيي دو شودنس                  | جولي                  |
| باري مونوبول                    | Paris monopole                              | 2010         | أنتونين باريتجاكو                | صابرين                |
| حياة أخرى                       | Le Rodba                                    | 2010         | حفصية حرزي                       | آية                   |
| نهر جيمي                        | Jimmy Rivière                               | 2011         | تيدي لوسي-موديست                 | صونيا                 |
| عين النساء                      | La Source des femmes                        | 2011         | رادو ميهايلونو                   | لبنى                  |
| التسامح: ذكريات من منزل الدعارة | L'appolondide: Souvenirs de la maison close | 2011         | بيرترند بونيلو                   | سميرة                 |
| رفيقتي الليلية                  | Ma compagne de nuit                         | 2011         | آيزابيل بروكارد هيلين لورانت     | مارين                 |
| الإرث                           | Héritage                                    | 2012         | هيام عباس                        | هاجر                  |
| في طريقي                        | Elle s'en va                                | 2013         | إيمانويل بيركو                   | جين                   |
| لامارش                          | La Marche                                   | 2013         | نبيل بن يادير                    | مونية                 |
| الخروج من مراكش                 | Exit Marrakech                              | 2013         | كارولين لينك                     | كريمة                 |
| محفظة الطحين                    | Le Sac de farine                            | 2014         | خذيحة ليسلر                      | سراح                  |
| من خلال حادثة                   | Par accident                                | 2015         | كاميلا فونتين                    | آمرة                  |
| ليبريال                         | Libérable                                   | 2015         | دافيد ريبييرو                    | كاميليا               |
| دمية جنس                        | Sex Doll                                    | 2016         | سيلفيا فيرهايد                   | مليكة (سميت بالعذراء) |
| حب الرجال                       | L'Amour des hommes                          | 2017         | مهدي بنعطية (كاتب سيناريو تونسي) | أمل                   |
| رجال الليل                      | Les hommes de la nuit                       | 2017         | عبد السلام كلاي                  | زهرة                  |

### في التلفزيون
لم تشارك حفصية في الأفلام التلفزية كعدد مشاركتها في الأفلام السينمائية.
| السنة | عنوان الفيلم      | العنوان الأصلي    | المخرج        | الدور         |
| ----- | ----------------- | ----------------- | ------------- | ------------- |
| 2002  | ملاحظات حول الضحك | Notes sur le rire | طوماس جوانيت  | دور ثانوي     |
| 2007  | رافاج             | Ravages           | كريستوف لاموت | ميرهان        |
| 2012  | من أجل دجميلة     | Pour Djamila      | كارولين هيبرت | دجميلة بوباشا |

### في المسرح
- 2009: سيزار فاني ماريوس، للمؤلف مارسيل بانيول وقد تم عرض المسرحية في مسرح أنطوان.

## جوائز وترشيحات
| السنة | المهرجان                      | الجائزة                           | الفيلم       | العنوان الأصلي        |
| ----- | ----------------------------- | --------------------------------- | ------------ | --------------------- |
| 2007  | مهرجان البندقية السينمائي     | جائزة مارشيلو ماسترياني           | كسكي بالبوري | La Graine et le Mulet |
| 2008  | مهرجان كان السينمائي          | جائزة سيزر لأفضل ممثلة واعدة      | كسكي بالبوري | La Graine et le Mulet |
| 2008  |                               | نجمة الذهب من السينما الفرنسية    | كسكي بالبوري | La Graine et le Mulet |
| 2008  |                               | الجائزة الضوئية لأفضل ممثلة واعدة | كسكي بالبوري | La Graine et le Mulet |
| 2008  | مهرجان دبي السينمائي الدولي   | جائزة أفضل دور نسائي              | فرنسية       | Française             |
| 2009  | مهرجان برلين السينمائي الدولي | جائزة النجمة                      |              |                       |

## روابط خارجية
- حفصية حرزي على موقع IMDb (الإنجليزية)
- حفصية حرزي على موقع روتن توميتوز (الإنجليزية)
- حفصية حرزي على موقع قاعدة بيانات الأفلام العربية
- حفصية حرزي على موقع ألو سيني (الفرنسية)
- حفصية حرزي على موقع أول موفي (الإنجليزية)
- حفصية حرزي على موقع قاعدة بيانات الأفلام السويدية (السويدية)
- حفصية حرزي على موقع قاعدة بيانات الفيلم (الإنجليزية)
- حفصية حرزي على موقع كينوبويسك (الروسية)